# Vina (Alabama)
Vina – miasto w Stanach Zjednoczonych, w stanie Alabama, w hrabstwie Franklin. W roku 2023 miasto zamieszkiwały 322 osoby, a gęstość zaludnienia wynosiła 31,3 osoby/km².